# Xhevdet Muriqi
Xhevdet Muriqi (Peć, 4. ožujka 1963.), bivši kosovski albanski nogometaš. Rodio se je na Kosovu.
Član je slavne zlatne generacije KF Prishtina (Sukri Pacarada, Fadil Muriqi, Mensur Nexhipi, Skender Shengyli, Kujtim Shala, Fadil Vokrri, Zoran Batrović, Sahit Kelmendi, Faruk Domi, Fatih Domi, Agim Cana, Abdyl Bellopoja, Gani Llapashtica, Kosta Lalić, Ramadan Cimilli, Favzi Rrama, Edmond Rugova, Mehana Ramadani, Danilo Mandić, Ljubiša P. Trajković, Memonović, Petre Gruevski, Neshat Zhavelli, Rifat Mehinović, Zoran Martinović, trener Maxhuni, poslije trener Miroslav Blažević). Brat je nogometaša Fadila Muriqija.

## Vanjske poveznice
- Profil na HRnogometu
- Statistike iz 1. i 2. lige u Jugoslaviji na Zerodicu  Arhivirana inačica izvorne stranice od 14. studenoga 2019. (Wayback Machine) (privremeno neaktivna poveznica, točna kopija podataka može se naći na Nogometna statistika bivše SFRJ po godinama  Arhivirana inačica izvorne stranice od 2. travnja 2012. (Wayback Machine) na B92)